# Flätrate
Flätrate ist das fünfte Studioalbum der deutschen Band Culcha Candela. Es erschien am 25. November 2011 bei Urban/Universal.

## Geschichte
Nach der Preisverleihung des VIVA Comet 2011 kündigten sie erstmals das Album für Ende des Jahres an. Ende September gaben sie dann den Namen des Werkes bekannt und legten den Veröffentlichungstermin auf den 25. November fest. Am 30. Oktober präsentierten sie das Albumcover, auf dem sie zu sechst in einer leerstehenden Halle zu sehen sind, die bereits für die Videodreharbeiten von Hungry Eyes diente. Wie schon bei den Alben davor traten Don Krutscho und Kraans de Lutin als Produzenten auf, außerdem auch das Berliner Produzententeam WIR, mit dem die Band bei ihrem Song Berlin City Girl zusammengearbeitet hatten.
Am ersten Tag stand das Album in den iTunes-Downloadcharts auf Platz 6, nach einer Woche fiel es jedoch schon aus den Top 10. Der Titel Wildes Ding war der einzige Song, der sich nach Veröffentlichung des Albums in den Top 100 der Downloadcharts platzieren konnte. In den deutschen Charts stieg Flätrate auf Position 17 ein und konnte nach einigen Wochen noch auf Platz 15 klettern.

## Texte und Stil
Die Band selbst sagt über das Album, dass sie sich treu bleiben wollten, andererseits aber auch weiterentwickeln. Daher gibt es textlich wieder die zwei Grundpole Party und Sozialkritik, allerdings auch Sachen, die man von ihnen nicht unbedingt erwartet hätte. Bekanntes in einem neuen Gewand. Auch von den Produktionen her ist das Album sehr breit gefächert, es gibt Dancehall-Beats, Zouk, aber auch Gitarrenbretter. Sie spielen außerdem bei der Inszenierung und den Texten mit Elementen aus der Welt der Technik, die zum Beispiel bei Megaherz aufgegriffen werden.
Insgesamt ähnelt der Stil den beiden Vorgängern, es befinden sich keine Reggae-Songs mehr auf dem Album. Sie arbeiteten allerdings mehr mit elektronischen Einflüssen als vorher, viele Songs wurden mit Auto-Tune überarbeitet. Mit Morgen Fliegen und Millionäre schrieben sie außerdem nur zwei ruhigere Songs, der Rest besteht aus Partyliedern und Hip-Hop-Songs mit stimmungshebenden Texten. Culcha Candela sagte über die Texte, dass das Problem die schnelllebige Gesellschaft ist, in der nichts mehr einen Wert hat, und dass sie das mit Selbstironie veranschaulichen wollen. Ferner spielen in den meisten Texten Frauen eine große Rolle, wie zum Beispiel bei den beiden Singles, dem Song Mami und in Am Start, in dem eine Frau wie ein Auto beschrieben wird. Des Weiteren singen sie nur noch in zwei Liedern Englisch, weit weniger als bei ihren ersten Alben. In den deutschen Texten benutzen sie aber viele Anglizismen.

## Titelliste
| #  | Titel              | Musik                                                            | Text                            | Sprache            | Länge |
| -- | ------------------ | ---------------------------------------------------------------- | ------------------------------- | ------------------ | ----- |
| 1  | Flätrate           | Krutsch, Culcha Candela                                          | S. Müller-Lerch, Culcha Candela | Deutsch            | 3:18  |
| 2  | Hungry Eyes        | Krutsch, Culcha Candela                                          | S. Müller-Lerch, Culcha Candela | Deutsch            | 3:24  |
| 3  | Wildes Ding        | Krutsch, Culcha Candela                                          | S. Müller-Lerch, Culcha Candela | Deutsch            | 3:39  |
| 4  | Nix zu verlieren   | Paul NZA, Marek Pompetzki                                        | Culcha Candela                  | Deutsch            | 3:40  |
| 5  | Von Allein         | Krutsch                                                          | Culcha Candela                  | Deutsch, Spanisch  | 3:36  |
| 6  | Megaherz           | Krutsch, Culcha Candela                                          | S. Müller-Lerch, Culcha Candela | Deutsch            | 3:28  |
| 7  | Millionäre         | Krutsch, Culcha Candela                                          | S. Müller-Lerch, Culcha Candela | Deutsch            | 3:16  |
| 8  | Big fat Smile      | Kraans de Lutin                                                  | Culcha Candela                  | Englisch, Spanisch | 3:10  |
| 9  | Dieses Gefühl      | Krutsch, Culcha Candela                                          | S. Müller-Lerch, Culcha Candela | Deutsch            | 3:39  |
| 10 | Am Start           | Krutsch, Culcha Candela                                          | S. Müller-Lerch, Culcha Candela | Deutsch            | 3:31  |
| 11 | Mami               | David Vogt, Sipho Sililo, Hannes Büscher, Philipp Böllhoff       | Culcha Candela                  | Deutsch, Spanisch  | 3:18  |
| 12 | Blaumann           | Krutsch, Culcha Candela                                          | S. Müller-Lerch, Culcha Candela | Deutsch            | 3:01  |
| 13 | Rise and Shine     | Krutsch                                                          | Culcha Candela                  | Englisch, Spanisch | 3:33  |
| 14 | Verdammt guter Tag | Krutsch, Culcha Candela                                          | S. Müller-Lerch, Culcha Candela | Deutsch            | 3:37  |
| 15 | Morgen Fliegen     | LenaZbeat, Milan Martelli, DonBeat, Christian Kalla, Minh Son Ha | Culcha Candela                  | Deutsch, Spanisch  | 3:25  |

Special Version bei iTunes:
| #  | Titel                      | Länge |
| -- | -------------------------- | ----- |
| 16 | Hungry Eyes (WIR Club Mix) | 4:49  |

## Singles

### Hungry Eyes
Der Song wurde bereits während ihrer Tour vorgestellt und erst später als erste offizielle Single ausgewählt. Am 28. September feierte er Radiopremiere und am 4. November erschien Hungry Eyes im Handel. Nach dem ersten Tag konnte es sich in den deutschen iTunes-Charts auf Position 11 platzieren.
Das Video, welches am 21. Oktober erschien, zeigt eine apokalyptische Situation, in der Culcha Candela die letzten Überlebenden sind und von bösartigen Frauen verfolgt werden. In Deutschland stieg der Song auf Platz 18 ein, womit der Erfolg im Vergleich zu ihren letzten Liedern eher mäßig ist.
Am 30. November spielten sie bei ihrem neunten The-Dome-Auftritt Hungry Eyes. Das Lied ist außerdem Titelsong zu dem Film Offroad mit Nora Tschirner.
| ChartsChartplatzierungen | Höchstplatzierung | Wochen |
| ------------------------ | ----------------- | ------ |
| Deutschland (GfK)        | 18 (14 Wo.)       | 14     |
| Österreich (Ö3)          | 26 (2 Wo.)        | 2      |
| Schweiz (IFPI)           | 44 (2 Wo.)        | 2      |

### Von Allein
Von Allein ist einer der wenigen Songs, die sowohl auf Deutsch als auch auf Spanisch gesungen werden und die erste Single mit spanischem Text seit Chica. Am 26. März stieg der Titel in die Top 100 der Downloadcharts, einige Tage später schaffte er es in die Top 25. Schon am 3. April stellten sie das Cover vor, auf dem eine bunte Welle zu sehen ist, die in den Farben der Flaggen ihrer Herkunftsländer gestaltet ist. Zeitgleich arbeiteten sie auch am Video, die Dreharbeiten, von denen sie am 5. April erste Ausschnitte zeigten, fanden auf dem ehemaligen Flughafen Tempelhof statt. Ursprünglich war als Erscheinungsdatum der 4. Mai geplant, dann verlegten sie die Veröffentlichung als Download-Single aber schon auf den 13. April und als Maxi-CD zwei Wochen darauf. Obwohl sich die Single zeitweise in den Top 5 der iTunes-Charts befand, stieg sie nur auf Platz 20 ein. In Österreich avancierte Von Allein zu ihrem bislang höchstplatzierten Lied. Mit dem Song traten sie unter anderem auch auf der Berliner Fanmeile während der EM 2012 vor 500.000 Fans auf.
| ChartsChartplatzierungen | Höchstplatzierung | Wochen |
| ------------------------ | ----------------- | ------ |
| Deutschland (GfK)        | 15 (35 Wo.)       | 35     |
| Österreich (Ö3)          | 3 (34 Wo.)        | 34     |
| Schweiz (IFPI)           | 35 (12 Wo.)       | 12     |

| ChartsJahrescharts (2012) | Platzierung |
| ------------------------- | ----------- |
| Deutschland (GfK)         | 42          |
| Österreich (Ö3)           | 29          |

### Promo-Singles
Flätrate
Der Titeltrack des Albums wurde als erste Promo-Single am 11. November veröffentlicht und landete am ersten Tag in den iTunes-Single-Charts in den Top 100. Die Melodie des Refrains ist an den Song Goldener Reiter angelehnt.
Big Fat Smile
Der Song erschien am 18. November als zweite Promo-Single, der Stil ähnelt eher den älteren Liedern. Er kombiniert Reggae-Elemente mit elektronischen Klängen.

## Rezeption

### Rezensionen
Plattentests.de schmäht das Album als unmusikalisch und einfallslos: „Jegliches Vorurteil gegenüber stumpf unterhaltender Musik findet sich auf Flaträte bestätigt“." Auch das Magazin Focus kritisiert es heftig und nennt es "ein in sich absolut homogenes Gesamtkunstwerk für Resort-Diskotheken." Sven Kabelitz von Laut.de vergibt sogar nur  und bezeichnet die Musik als niveaulos, den Gesang als lächerlich und die Texte als abgedroschen. Einzig allein Johnny Stranges Stimme beinhalte die letzte Individualität.
Lediglich cd-bewertungen.de und die Zeitschrift mbeat loben die Abwechslung von Partysongs und nachdenklichen gefühlvollen Songs. "Culcha Candela hat eine eigene Welt und ein eigenes Genre erschaffen und keine Band macht eine vergleichbare Musik." Mbeat schreibt, dass die neuen Richtungen Gitarrenpunk und Zouk den bewährten Reggae-Dancehall-Hip-Hop-Ansatz der Band perfekt ergänzen und vergibt eine Bewertung von 80 %.

### Charts und Chartplatzierungen
| ChartsChartplatzierungen | Höchstplatzierung | Wochen |
| ------------------------ | ----------------- | ------ |
| Deutschland (GfK)        | 15 (39 Wo.)       | 39     |
| Österreich (Ö3)          | 44 (12 Wo.)       | 12     |
| Schweiz (IFPI)           | 25 (9 Wo.)        | 9      |

| ChartsJahrescharts (2012) | Platzierung |
| ------------------------- | ----------- |
| Deutschland (GfK)         | 84          |

### Auszeichnungen für Musikverkäufe
| Land/Region        | Auszeichnungen für Musikverkäufe (Land/Region, Auszeichnung, Verkäufe) | Verkäufe |
| ------------------ | ---------------------------------------------------------------------- | -------- |
| Deutschland (BVMI) | Gold                                                                   | 100.000  |
| Insgesamt          | 1× Gold ·                                                              | 100.000  |